# S.T.A.L.K.E.R. 2: Heart of Chornobyl
S.T.A.L.K.E.R. 2: Heart of Chornobyl er et nu genåbnet post-apokalyptisk first-person shooter spil, der bliver udviklet af ukrainske GSC Game World.
Udviklingen af spillet blev annonceret i 2010 og var sat til udgivelse i 2012. 23. december 2011 annoncerede GSC at man ville fortsætte udviklingen af spillet, også selvom der tidligere var rygter om at spillet var droppet. Men den 26. april 2012 meldte GSC Game World at de lukkede og slukkede, og derfor blev projektet nedlagt. Efter 5 år uden aktivitet, offentliggjorde Sergei Grigorovich at S.T.A.L.K.E.R 2 projektet endnu engang blev genåbnet. I marts 2018 annoncerede GSC, at spillet var blevet sat til videreudvikling. Det er på nuværende tidspunkt sat til at blive udigvet i 2021.

## Eksterne links
Udviklernes side
| computerspil | Spire Denne computerspilsrelaterede artikel er en spire som bør udbygges. Du er velkommen til at hjælpe Wikipedia ved at udvide den. |